# Elezioni generali nelle Filippine del 1969
Le elezioni generali nelle Filippine del 1969 si tennero l'11 novembre per l'elezione del Presidente e il rinnovo del Congresso (Camera dei rappresentanti e Senato). La sfida oppose il Presidente uscente, Ferdinand Marcos, e il senatore Sergio Osmeña Jr.. Marcos ottenne la riconferma ed il suo vicepresidente, Fernando Lopez, fu anch'egli rieletto per un secondo mandato. Per la massima carica si presentarono dodici persone, sebbene per dieci di esse si trattasse di candidature di disturbo.
Marcos vinse con un margine di quasi due milioni di voti. Sarebbe restato in carica ininterrottamente fino al 25 febbraio 1985, giorno del suo esilio forzato per le Hawaii per via della rivoluzione del Rosario.

## Risultati

### Elezioni presidenziali
| Ferdinand Marcos      | Partito Nazionalista delle Filippine | 5 017 343  | 62,24 |  |  |  |  |  |
| Sergio Osmeña Jr      | Partito Liberale delle Filippine     | 3 043 122  | 37,75 |  |  |  |  |  |
| Pascual Racuyal       | Indipendente                         | 778        | 0,01  |  |  |  |  |  |
| Segundo Baldovi       | Partito della Nazione                | 177        | 0,00  |  |  |  |  |  |
| Pantaleon Panelo      | Indipendente                         | 123        | 0,00  |  |  |  |  |  |
| German Villanueva     | Indipendente                         | 82         | 0,00  |  |  |  |  |  |
| Gaudencio Bueno       | New Leaf                             | 44         | 0,00  |  |  |  |  |  |
| Angel Comagon         | Indipendente                         | 35         | 0,00  |  |  |  |  |  |
| Cesar Bulacan         | Indipendente                         | 31         | 0,00  |  |  |  |  |  |
| Espiridion Buencamino | Indipendente                         | 23         | 0,00  |  |  |  |  |  |
| Nic Garces            | Partito Pro-socialista               | 23         | 0,00  |  |  |  |  |  |
| Benilo Jose           | Indipendente                         | 23         | 0,00  |  |  |  |  |  |
| Totale                | Totale                               | 8 061 804  | 100   |  |  |  |  |  |
|                       |                                      |            |       |  |  |  |  |  |
| Voti non validi       | Voti non validi                      | 140 989    | 1,72  |  |  |  |  |  |
| Votanti               | Votanti                              | 8 202 793  | 79,63 |  |  |  |  |  |
| Elettori              | Elettori                             | 10 300 898 |       |  |  |  |  |  |